# تيري إرفينغ
تيري إرفينغ (بالإنجليزية: Terry Irving)‏ هو لاعب كرة قدم أمريكية أمريكي، ولد في 3 يوليو 1971 في غالفستون في الولايات المتحدة.

## وصلات خارجية
- تيري إرفينغ على موقع مرجع كرة القدم المحترفة.كوم (الإنجليزية)